# سالن بدنسازی عمومی شهر اوتا
سالن بدنسازی عمومی شهر اوتا یک سالن در اوتا، توکیو، ژاپن است. این سالن در لیگ بسکتبال حرفه ای ژاپن استفاده می‌شود.

## نمایی از سالن

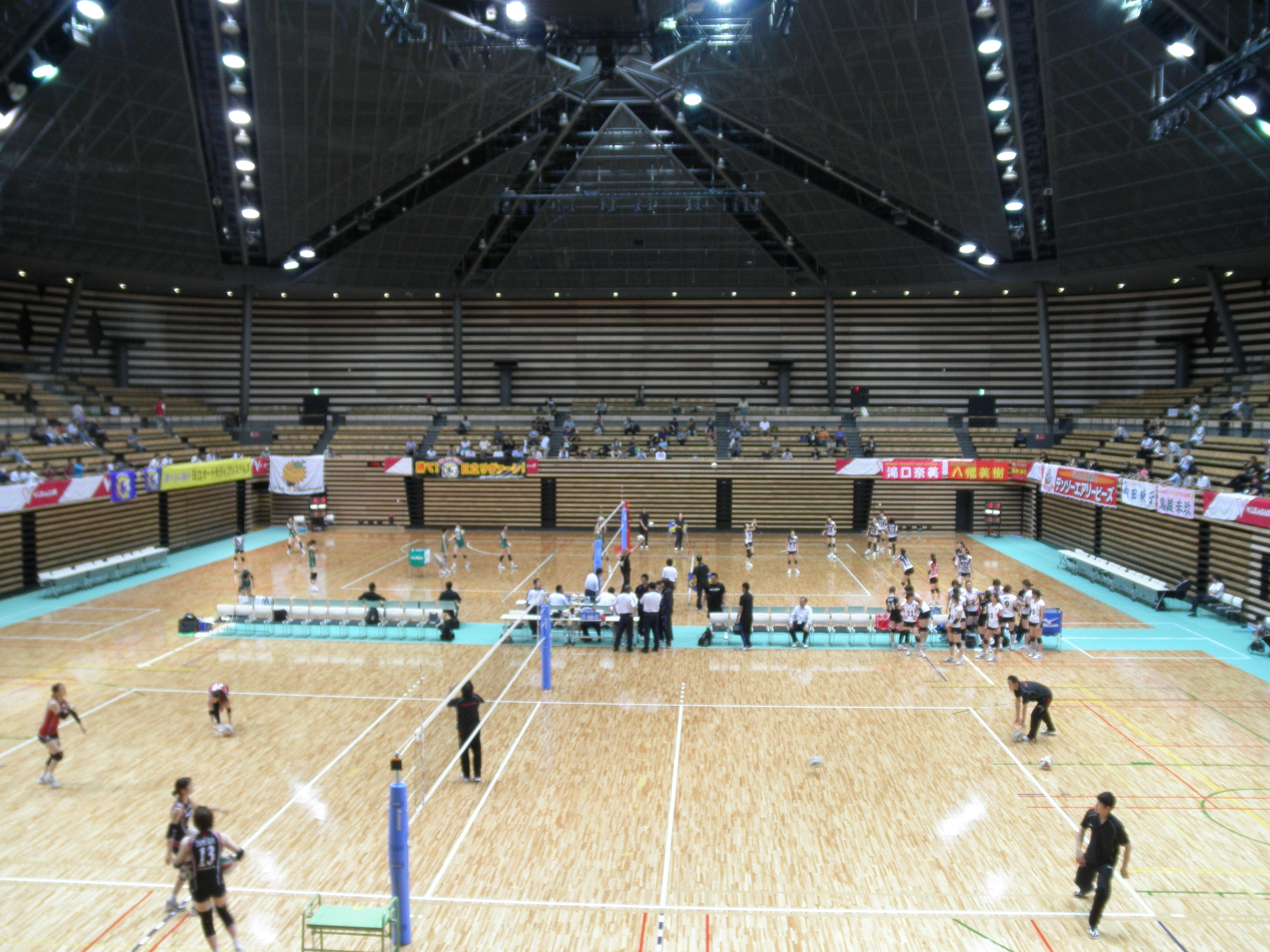
سالن اصلی
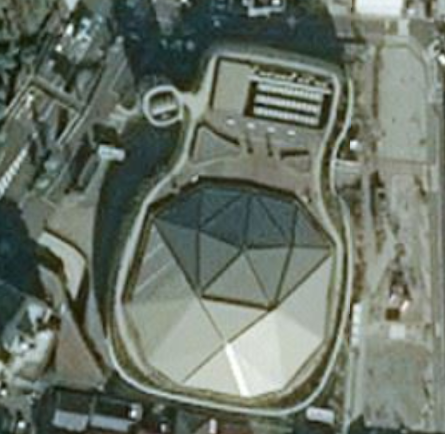
تصویر ماهواره‌ای
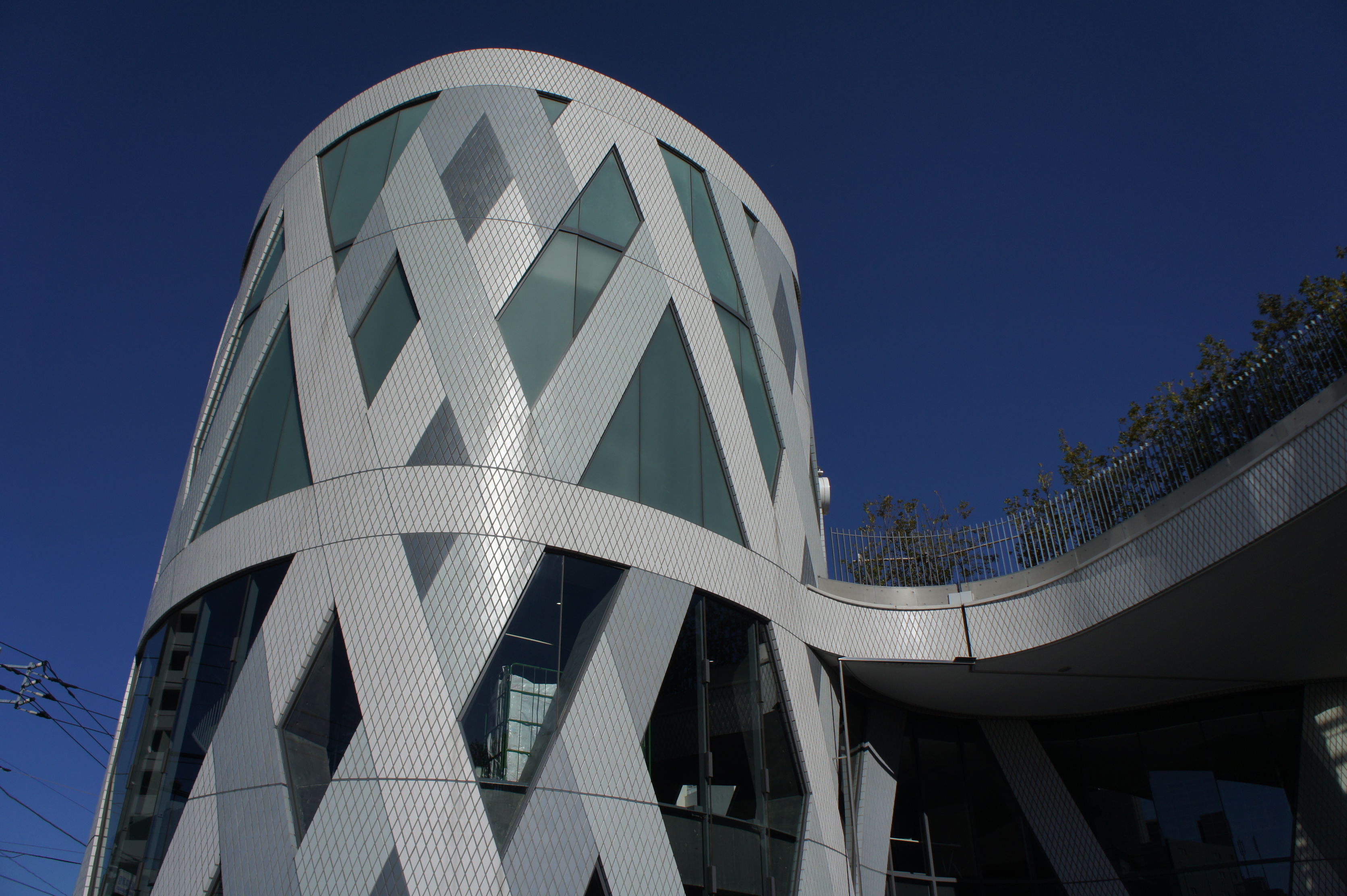
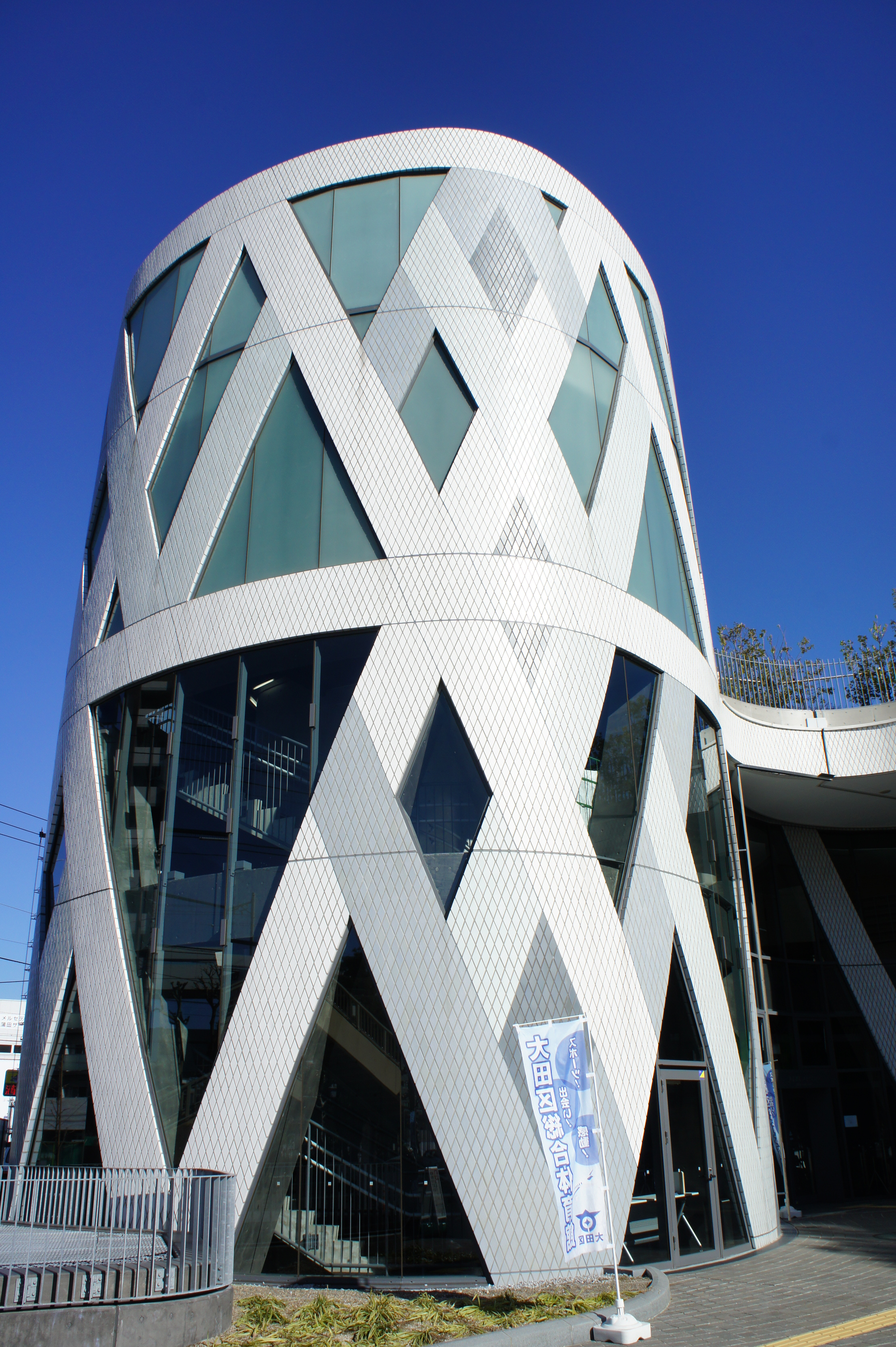
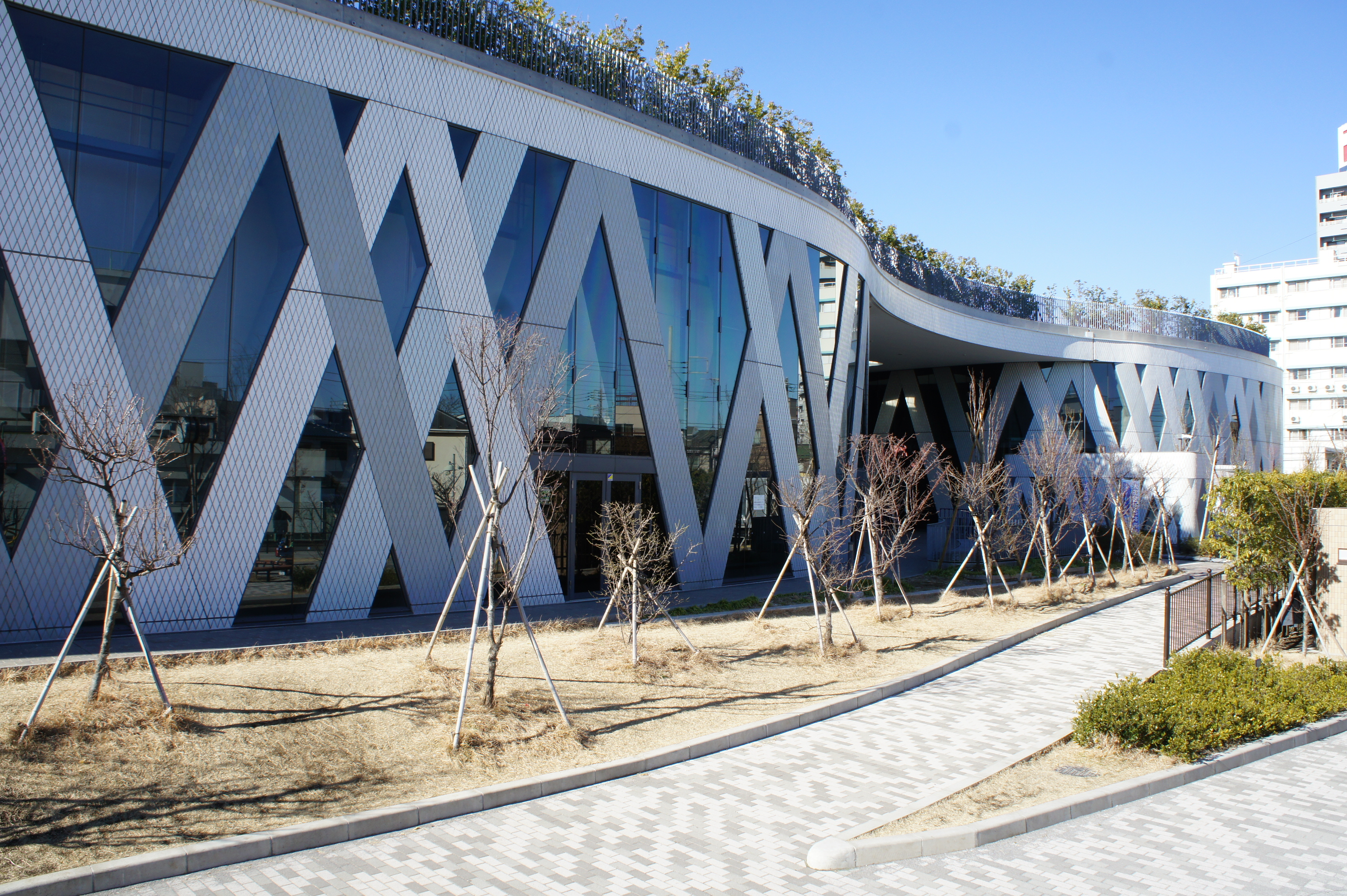
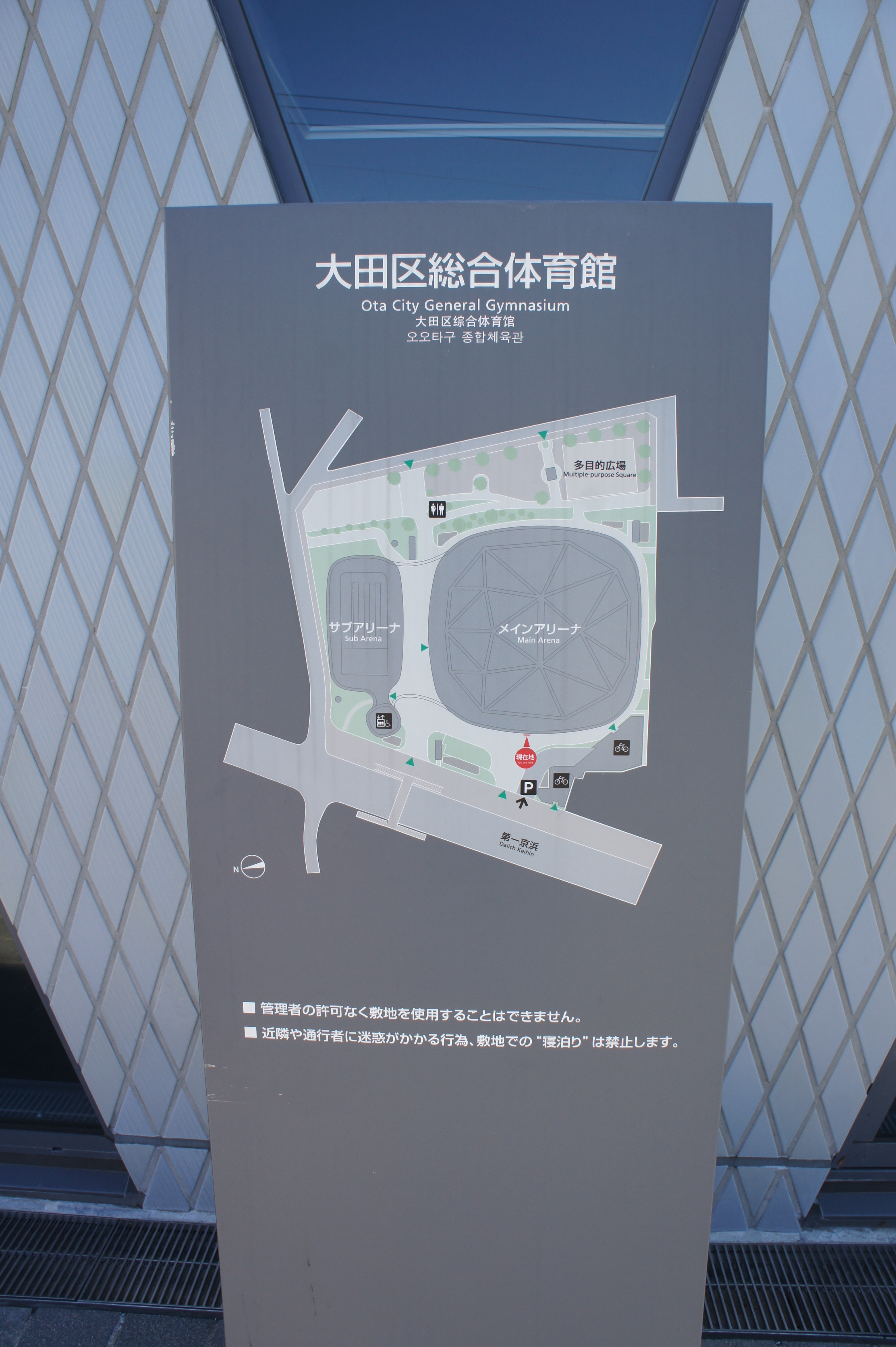